# Halofiel
Een halofiel of halotolerant organisme is een organisme dat in extreem hoge zoutconcentraties kan overleven en zich vermeerderen. Het woord halofiel is afgeleid van het Griekse woord hals, halos dat zout betekent. Bij zout moet niet alleen gedacht worden aan keukenzout, maar aan alle minerale zouten. Vastgesteld is dat in fleur de sel een halofiele bacterie voorkomt.
Halofiele en halotolerante organismen komen in alle domeinen voor. De meest succesvolle organismen die in deze zoute omgevingen kunnen leven zijn bacteriën, Archaea en vele algen.
Een halofiel organisme is een organisme dat aan hoge zoutconcentraties is aangepast en dat doodgaat als de concentratie lager wordt. Voor het overleven is het afhankelijk van hoge zoutconcentraties.
Een halotolerant organisme is een organisme dat zout verdraagt en over het vermogen beschikt om zich aan hoger of lager wordende concentraties aan te passen. 

## Voorkomen
Halofiele organismen komen niet alleen voor in zeewater, zoutmeren en zoutverdampingsbassins, maar ook op woestijnplanten en in de neusholten van woestijnleguanen. Het zoutgehalte kan variëren van 3,5% zout, zoals in zeewater, tot 30% in een verzadigde oplossing van natriumchloride. De zoutsamenstelling kan sterk verschillen. Zo zijn athalassohaline zoutmeren rijk aan calcium, magnesium of carbonaat. Hierbij zorgt de hoge pH ervoor dat de meeste van de hier levende organismen ook alkalifiel of alkalitolerant zijn. Ten slotte kan het zoutgehalte veranderen door uitdroging van het meer, door bijmenging met zoet water, zoals in riviermonden, of door hevige regenval. 

## Aanpassing
Als de zoutconcentratie in de omgeving van een organisme hoger of lager is dan die in de cel(len) van het organisme dan moet deze zich aanpassen, omdat verschillende zoutconcentraties dezelfde concentratie willen bereiken. Hierbij kan alleen het water tussen het organisme en de omgeving diffunderen, omdat zoutionen moeilijk door de celmembraan heen gaan.
Is de zoutconcentratie in de omgeving lager, dan diffundeert water het organisme in, zoals bij zoetwaterorganismen. Is de zoutconcentratie hoger, dan verliest het organisme water; dit gebeurt bijvoorbeeld bij zoutwaterorganismen.
De levensprocessen van het organisme zijn echter afhankelijk van een bepaalde hoeveelheid beschikbaar water en daardoor van een bepaalde zoutconcentratie. Meercellige organismen zoals planten en dieren hebben speciale organen, zoals zoutklieren of nieren om het vochtgehalte op peil te houden. Organismen die dit niet actief reguleren moeten een zeer sterke lichaams- of celwand hebben om de osmotische druk te kunnen weerstaan.
Halotolerante en halofiele eencelligen bereiken de aanpassing door twee strategieën:
- Accumulatie (ophoping) van anorganische zouten in het cytoplasma ("zout-in"-strategie). Deze strategie komt vooral voor bij halofiele eencelligen. Hun levensprocessen, vooral hun enzymen, zijn aan de hoge zoutconcentraties aangepast en verliezen hun werking bij lager wordende zoutconcentraties.
- Accumulatie van organische verbindingen, die compatibele oplosstoffen (compatible solute) of osmoprotectanten genoemd worden ("organic-osmolyte"-strategie). Deze strategie komt vooral voor bij halotolerante eencelligen. Stijgt de zoutconcentratie in de omgeving dan maken de cellen osmotisch actieve organische stoffen aan (bijvoorbeeld bepaalde koolhydraten). Hierdoor wordt de osmotische waarde in de cel verhoogd en blijft het water in de cel.

Halofiele eencelligen zijn meestal aeroob, chemo-organotroof of fototroof. Zij komen voor in zoutmeren en zoute of gepekelde levensmiddelen. Zelfs in verzadigde keukenzoutoplossingen (3-5 M NaCl) kunnen vele Archaea nog leven, zij het dat ze dan wel langzaam groeien.
Enige fototrofe halofiele eencelligen kunnen licht bacteriorodopsine (een chromoproteïde met 50% aandeel in het celmembraan) gebruiken voor het naar buiten de cel gerichte protonentransport. De ontstane protonengradiënt over de celmembraan kan voor de winning van ATP gebruikt worden en gaf daarmee een van de eerste bewijzen voor de chemie-osmotische hypothese van Peter D. Mitchell. Dit is een zeer eenvoudige en vermoedelijk de oorspronkelijke vorm van fotosynthese. Fototrofe eencelligen zijn de oorzaak van de intensieve kleur van zout- en sodameren en zoutwinningsbassins. De pigmenten in deze organismen hebben zo'n hoge concentratie dat zij door de hele voedselketen zichtbaar zijn. Halofiele kreeften, die deze microorganismen eten worden er door gekleurd en de flamingo's die op hun beurt deze kreeften eten kleuren door deze pigmenten.
Extreme biotopen zijn dikwijls soortenarm. Dit geldt ook voor plaatsen met hoge zoutconcentraties. Alkalische sodameren behoren ondanks dat toch tot de productiefste ecosystemen van de wereld.

## Voorbeelden
Enkele geslachten met halofiele soorten zijn: 
- Halobacterium,
- Halococcus,
- Ectothiorhodospira,
- Halorhodospira,
- Haloanaerobium,
- Halobacteroides en
- Eukaryoten: 
  - Dunaliella
  - Stekelhuidigen (Echinodermata)

Enkele halotolerante soorten zijn:
- Dieren:
  - Bot
- Planten:
  - Zeealsem
  - Zulte
  - zeepostelein